# Hipparchia semele
Agreste
«  Agreste (papillon) » redirige ici. Pour les autres significations (dont d'autres papillons), voir Agreste.
Espèce
Statut de conservation UICN

 LC  : Préoccupation mineure
Hipparchia semele, l'Agreste, est une espèce de papillons de la famille des Nymphalidés (sous-famille des Satyrinés).

## Description
L'Agreste est de couleur marron foncé avec une bande submarginale jaune orangé marquée chez la femelle, plus discrète chez le mâle, avec en bordure une frange entrecoupée et deux ocelles noirs aveugles ou très discrètement pupillés aux antérieures et un très petit aux postérieures.
Le revers des antérieures est jaune orangé entouré d'une bande marbrée de marron et de blanc avec les deux ocelles noirs alors que les postérieures sont marbrées de marron et de blanc.
Cette espèce présente un comportement particulier : les individus, lorsqu'ils sont posés au sol avec les ailes repliées verticalement, s'inclinent sur le côté.

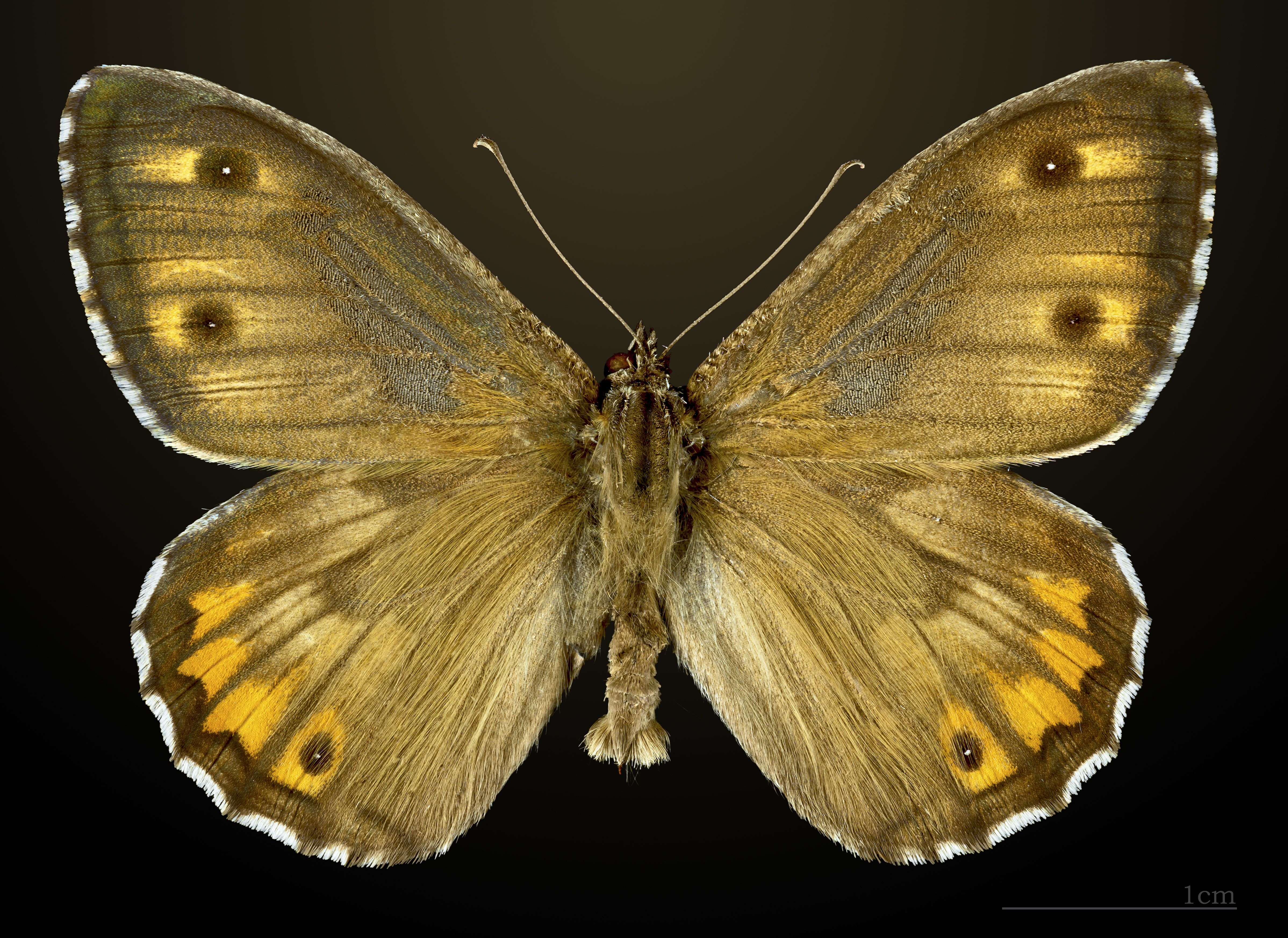
♂ Face dorsale MHNT
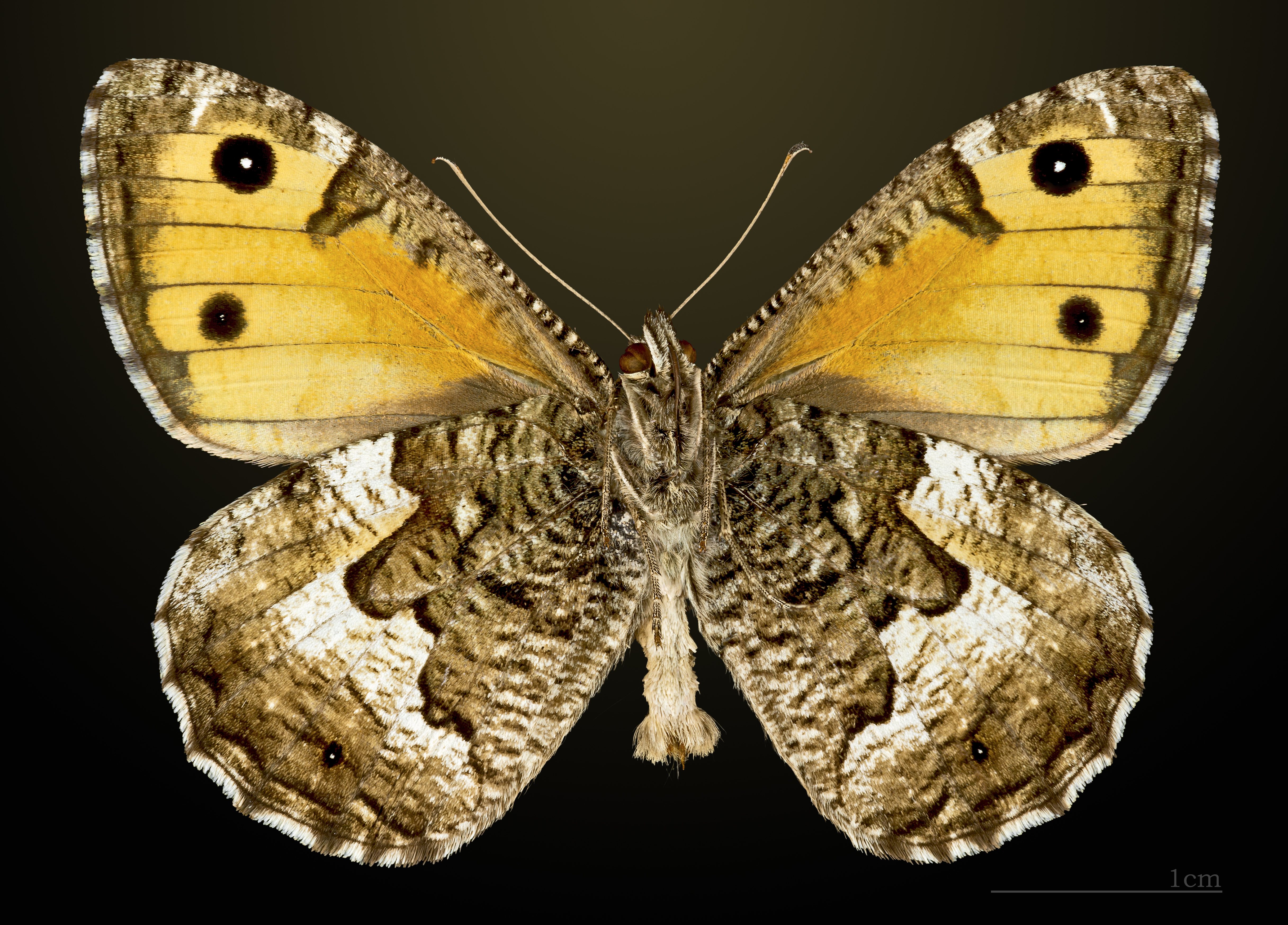
♂ △ Revers
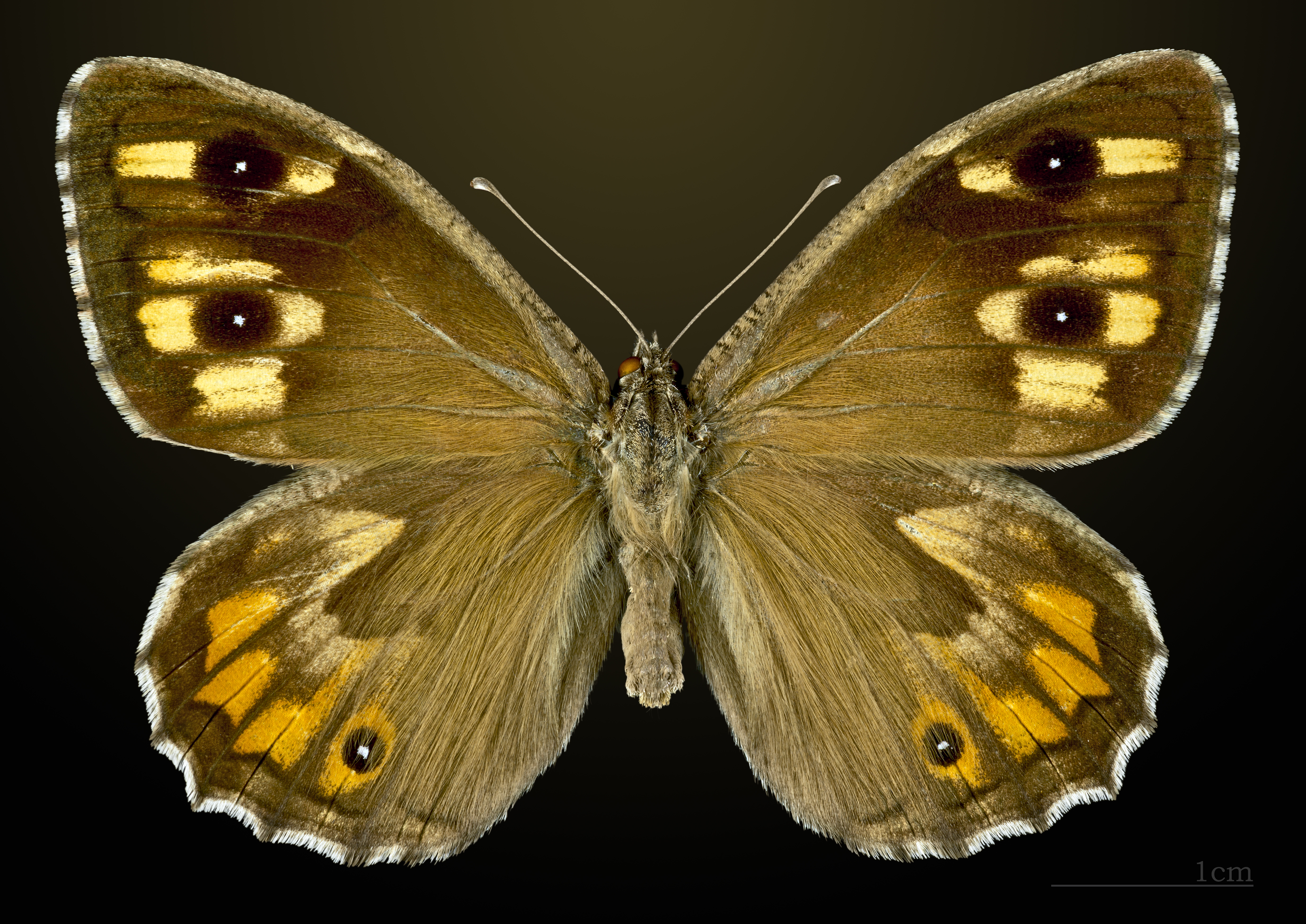
♀ Face dorsale MHNT
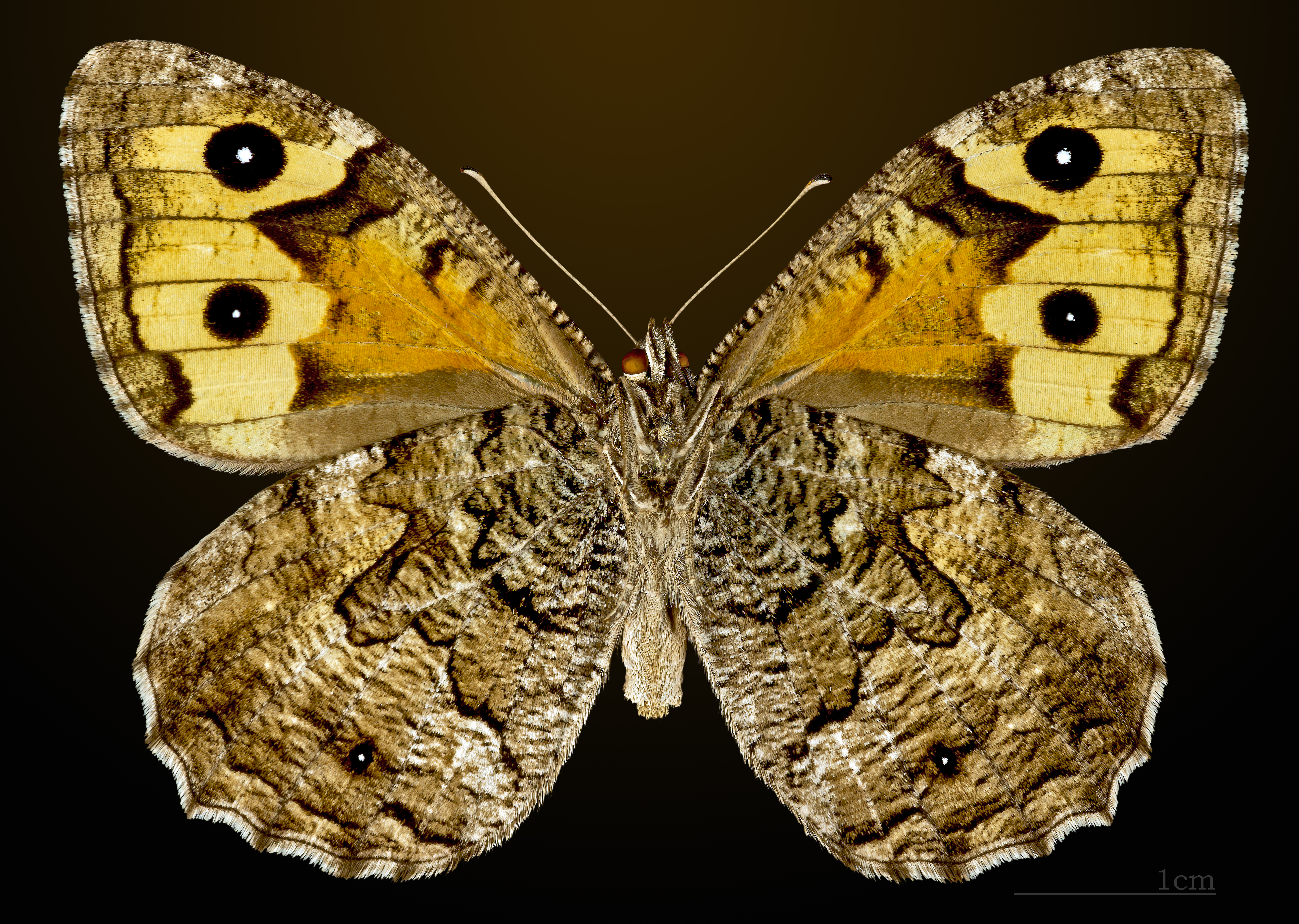
♀ △ Revers

### Chenille
La chenille possède une tête grise et un corps beige clair orné d'une bande dorsale marron et de deux bandes latérales ocre flanc.

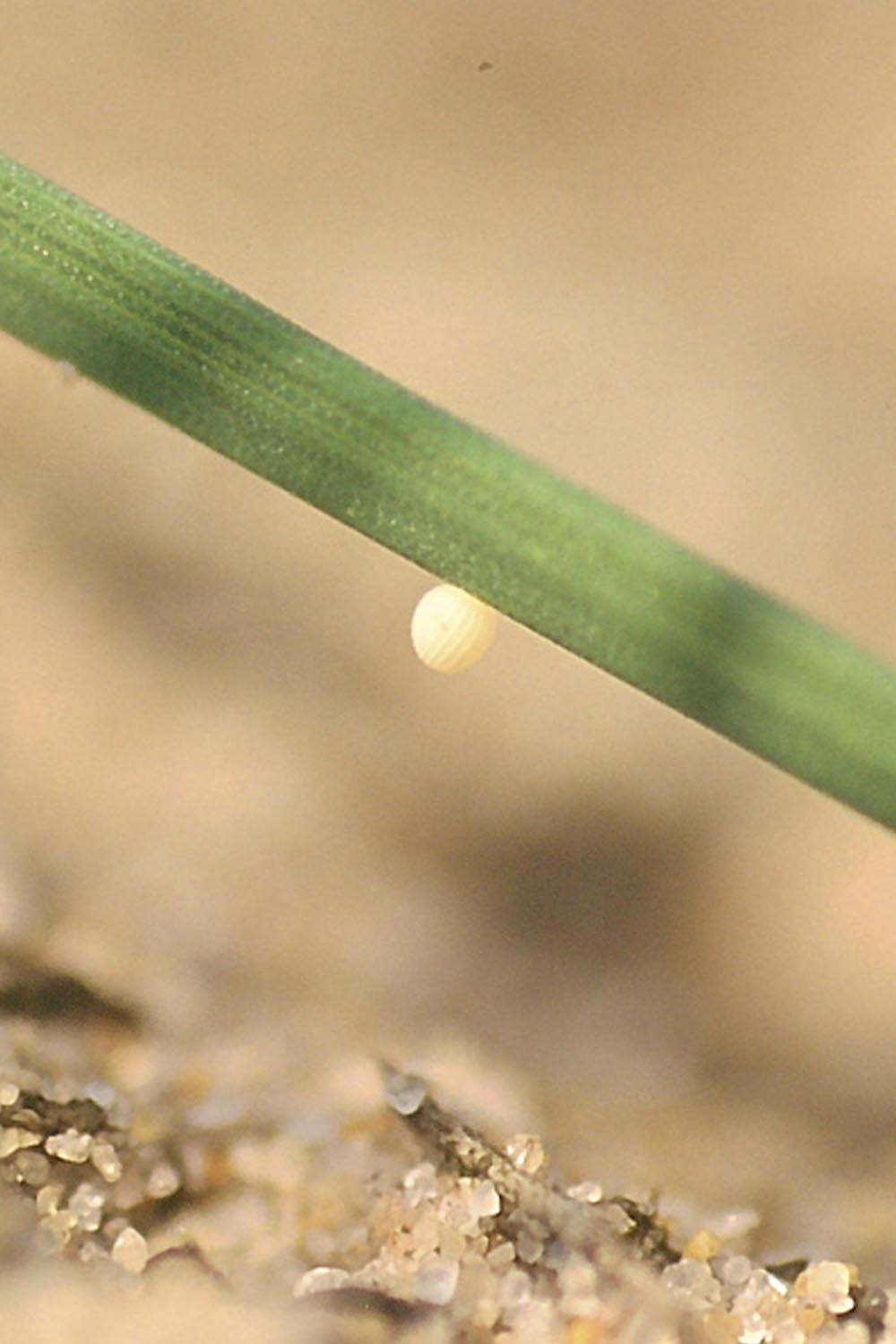
Un œuf
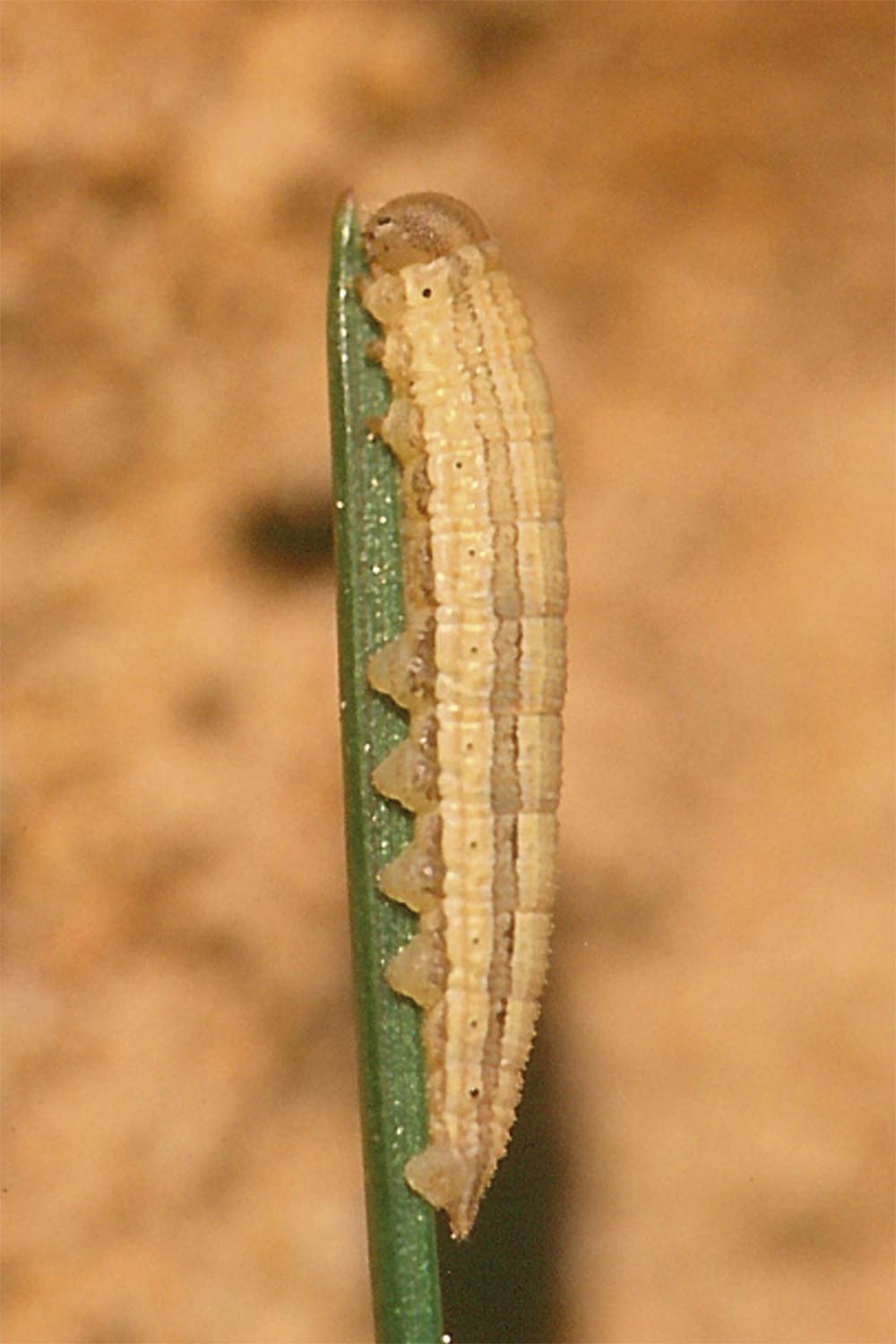
La chenille

## Biologie

### Période de vol et hivernation
L'Agreste vole en une génération entre juin et septembre.

### Plantes hôtes
Ses plantes hôtes sont diverses poacées (Graminées): Aira praecox, Bromus erectus, Calamagrostis neglecta, Corynephorus canescens, Dactylis glomerata, Deschampsia cespitosa, Elymus arenarius, Elymus repens, Elytrigia repens, Festuca ovina , des  Agropyron, des Triticum,.

## Écologie et distribution
L'Agreste est présent dans toute l'Europe jusqu'au 63°N et dans tout le sud de la Russie mais absent d'Albanie, Macédoine et Grèce.
L'Agreste est présent dans presque tous les départements de la France métropolitaine excepté l'Île-de-France, la Creuse et la Corse, mais il n'a pas été retrouvé depuis 1980 dans de nombreux départements, en particulier dans le Centre-Val de Loire, la Nouvelle-Aquitaine et la Bourgogne-Franche-Comté.
En Belgique, il est considéré "en danger critique".

### Biotope
Il réside dans des landes à bruyères, des bois clairs, des lieux buissonneux.

## Systématique
L'espèce Hipparchia semele a été décrite par le naturalise suédois Carl von Linné en 1758, sous le nom initial de Papilio semele.

### Synonymes
- Papilio semele Linnaeus, 1758
- Hipparchia wilkinsoni Kudrna, 1977
- Satyrus cadmus Fruhstorfer, 1908

### Noms vernaculaires
- L'Agreste en français
- Rock Grayling ou Grayling en anglais, Ockerbindiger Samtfalter en allemand et Pardo-rubia en espagnol[6],[3].

### Taxinomie
Sous-espèces
- Hipparchia semele semele, répandue en Europe mais en régression
- Hipparchia semele atlantica, dans le nord-ouest de l'Écosse.
- Hipparchia semele cadmus (Fruhstorfer, 1908); dans les régions montagneuses d'Europe
- Hipparchia semele clarensis, en Irlande.
- Hipparchia semele hibernica, en Irlande.
- Hipparchia semele leighebi (Kudrna, 1976); ou Hipparchia leighebi dans les îles Éoliennes, en Sicile[3].
- Hipparchia semele pellucida (Stauder, 1924);qui est considérée par certains comme une espèce distincte Hipparchia pellucida
- Hipparchia semele sbordonii (Kudrna, 1984); îles italiennes Pontines[2].
- Hipparchia semele scota, sur les côtes d'Écosse.
- Hipparchia semele thyone[7]

La taxonomie est encore en étude et certains pensent que Hipparchia semele sbordonii est une espèce distincte, alors que d'autres placent Hipparchia creticaca comme Hipparchia semele cretica mais les genitalia seraient différentes. Les questions se posent aussi pour Hipparchia pellucida et pour Hipparchia volgensis.

## L'Agreste et l'Homme

### Protection
Pas de statut de protection particulier.

### Dans la culture populaire
Dans la série d'animation Miraculous, les aventures de Ladybug et Chat Noir, le patronyme de la famille Agreste fait référence au papillon[réf. souhaitée]